# Asthenargus expallidus
Asthenargus expallidus är en spindelart som beskrevs av Holm 1962. Asthenargus expallidus ingår i släktet Asthenargus och familjen täckvävarspindlar. Inga underarter finns listade.